# NGC 258
NGC 258 è una galassia lenticolare situata nella costellazione di Andromeda.

## Scoperta
NGC 258 è stata scoperta il 22 dicembre 1848 dal fisico irlandese George Johnstone Stoney.